# Copitype pagodae
Copitype pagodae là một loài bướm đêm trong họ Noctuidae.